# 20760 Chanmatchun
20760 Chanmatchun è un asteroide della fascia principale. Scoperto nel 2000, presenta un'orbita caratterizzata da un semiasse maggiore pari a 2,4192664 UA e da un'eccentricità di 0,1629223, inclinata di 7,37284° rispetto all'eclittica.